# Body (film, 2015)
Pour les articles homonymes, voir Body.
Pour plus de détails, voir Fiche technique et Distribution.
Body (Ciało) est un film polonais coscénarisé et réalisé par Małgorzata Szumowska et sorti en 2015, avec Janusz Gajos, Maja Ostaszewska et Justyna Suwała dans les rôles principaux.
Le film est sélectionné, en compétition, au 65e Festival international du film de Berlin (2015) où Małgorzata Szumowska reçoit l'Ours d'argent de la meilleure réalisation.

## Fiche technique
- Titre original : Ciało
- Titre anglais international : Body
- Réalisation : Małgorzata Szumowska
- Scénario : Małgorzata Szumowska et Michał Englert
- Photographie : Michał Englert
- Montage : Jacek Drosio
- Pays d'origine :  Pologne
- Langue originale : polonais
- Dates de sortie :
  - Allemagne : 9 février 2015 (Berlinale ; première mondiale)
  - Pologne : 26 février 2015 (première) ; 6 mars 2015 (sortie nationale)

## Distribution
- Janusz Gajos : le procureur
- Maja Ostaszewska : Anna
- Justyna Suwała : Olga, la fille du procureur
- Urs Jucker : Felix

## Distinctions
- Berlinale 2015 : Ours d'argent du meilleur réalisateur pour Małgorzata Szumowska